# Bătălia de la Castillon
Bătălia de la Castillon (în engleză Battle of Castillon, în franceză Bataille de Castillon) a avut loc la 17 iulie 1453, pe teritoriul actualei comune Castillon-la-Bataille din Franța, între armatele lui Henric al VI-lea al Angliei și Carol al VII-lea al Franței. A fost ultima bătălie din „războiul de o sută de ani”, un război ce părea că nu se mai sfârșește, bătălie ce s-a terminat cu o victorie decisivă a francezilor.

## Cadrul istoric
Unul dintre cele mai cunoscute conflicte ale evului mediu european a fost așa-numitul „război de o sută de ani”, care de fapt a durat 116 ani (între 1337–1453).
În 1451, după cucerirea orașului Bordeaux de către francezi, războiul de o sută de ani părea terminat. Totuși, după trei secole de dominație engleză (în 1152 ducesa Eleanor de Aquitania se căsătorise cu Henric al II-lea, cel care după doi ani devenea regele Angliei), cetățenii de aici, și din întreaga Aquitanie, se considerau englezi și de aceea au trimis soli la regele Henric al VI-lea al Angliei, cerându-i să reia provincia.
Pe 17 octombrie 1452, John Talbot⁠(d), conte de Shrewsbury, a debarcat lângă Bordeaux cu 3000 de infanteriști și arcași. La auzul acestei vești, garnizoana franceză a fost alungată de orășeni, care au deschis, bucuroși, porțile cetății englezilor. Cea mai mare parte a Gasconiei le-a urmat exemplul și i-au primit cu bunăvoință pe englezi. Dar, în timpul lunilor de iarnă, regele Carol al VII-lea al Franței și-a adunat armatele, pregătind campania de recucerire. Când primăvara a sosit, suveranul francez a înaintat spre Bordeaux, împărțindu-și armata în trei părți, spre a-l înconjura pe inamic.

## Pregătirea bătăliei
Spre a putea face față situației, Talbot a mai primit încă 3000 de oameni, dar numărul soldaților săi era încă redus, comparativ cu multele mii de francezi ce se îndreptau spre granițele Gasconiei. Când principalul corp francez de armată a asediat Castillonul, Talbot și-a abandonat planul inițial, de a aștepta venirea inamicului, spre a-l surprinde, ca la Azincourt, într-un loc favorabil, și a plecat în ajutorul orașului, la rugămințile comandanților acestuia. Comandantul armatei franceze, Jean Bureau⁠(d), se temea de Talbot, un redutabil strateg și de aceea a poruncit soldaților săi (circa 10.000 oameni) să înconjoare tabăra cu o palisadă și un șanț de pământ, plasând circa 300 de tunuri pe parapetele palisadei (la acea dată Bureau era și Mare-maestru al artileriei regale, el fiind inițiatorul primei artilerii de câmp, dotată cu tunuri mobile, montate pe afeturi cu roți). A fost o excelentă desfășurare defensivă, în condițiile în care Bureau menținea asediul Castillonului.

## Bătălia
Când Talbot s-a apropiat de tabăra franceză, la 17 iulie 1453, el s-a confruntat mai întâi cu o trupă de arcași, pe care avangarda sa călare a pus-o rapid pe fugă. Aceasta acțiune a insuflat curaj englezilor, dar iscusitul lor comandant nu a făcut greșeala de a porni mai departe, în urmărirea inamicului. El știa că trupele sale sunt obosite, după o noapte de marș și a preferat să le acorde odihnă. Dar, la câteva ore după prima ciocnire, un sol venit din Bordeaux i-a raportat contelui de Shrewsbury că francezii se retrag și că mii de călăreți părăsesc tabăra. Într-adevăr, dinspre zidurile orașului se ridica un uriaș nor de praf.

Planul bătăliei

Ceea ce nu știau nici cetățenii din Bordeaux și nici Talbot era că norul de praf fusese stârnit nu de soldați ci de uriașa „pleavă socială” (servitori, femei ușoare, hamali etc.) care însoțea de obicei armatele în Evul Mediu. Crezând că îi scapă o victorie atât de dorită, Talbot n-a mai dat curs prudenței sale obișnuite și a poruncit atacul.
Abia ajunși în preajma taberei franceze, pe care o credeau deja părăsită, englezii au avut neplăcuta surpriză să constate că parapetele erau apărate de mii de arcași și de sute de tunuri. Era prea târziu ca Talbot să mai dea semnalul de retragere. Cum contele mai fusese capturat și jurase să nu mai ridice niciodată sabia împotriva francezilor, el nu a participat în mod direct la bătălie și lipsa lui a reprezentat o grea lovitură pentru moralul trupelor sale.

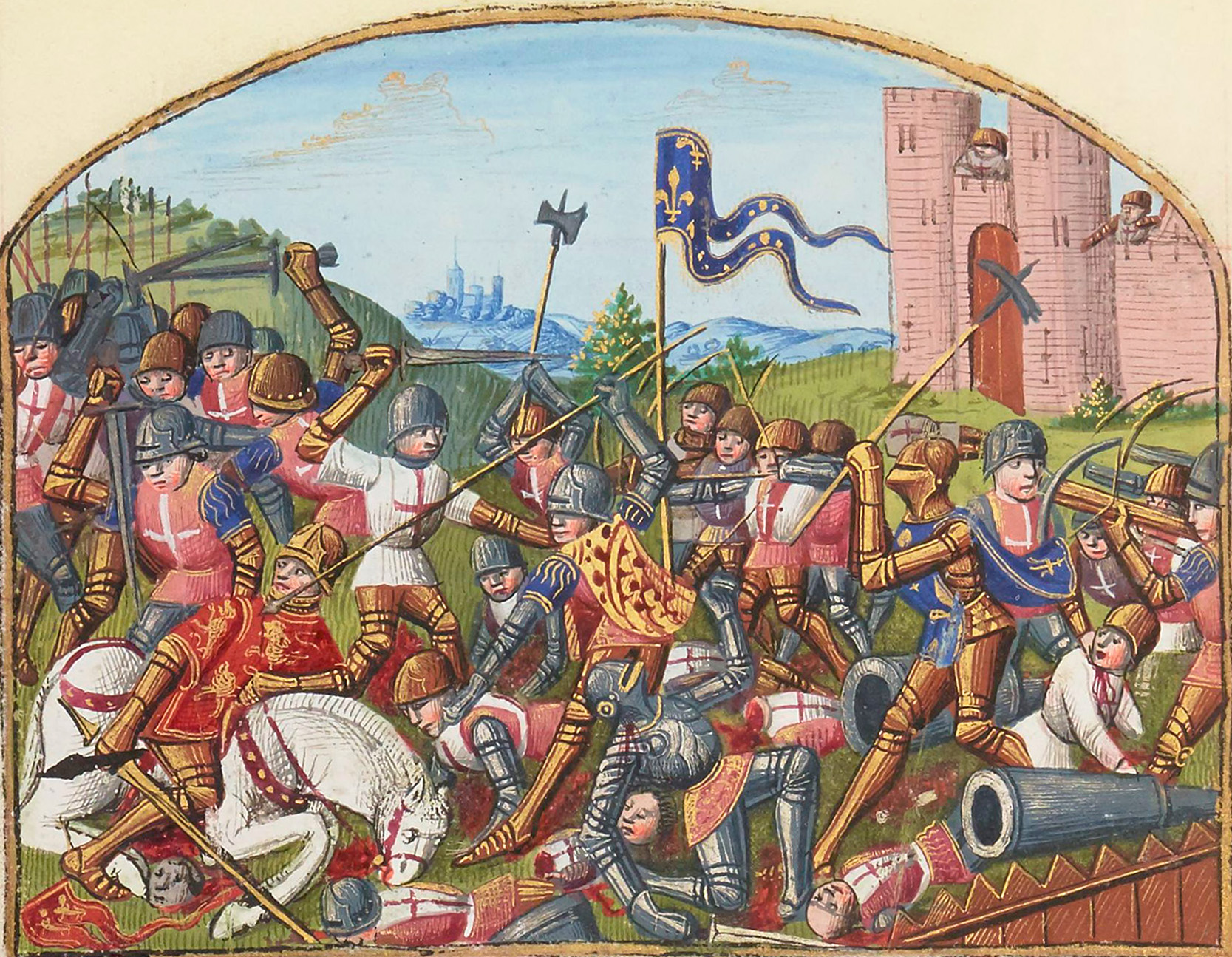
Bătălia de la Castillon, miniatură din secolul XV

Întâmpinată de un puternic baraj de artilerie și de mii de săgeți, șarja englezilor a eșuat și în ciuda vitejiei dovedite, atacatorii au fost respinși cu mari pierderi. Ar fi urmat, probabil, un al doilea asalt al parapetelor dacă, în acel moment, lui Shrewsbury nu-i parvenea vestea sosirii trupelor ducelui de Bretania, în ajutorul asediaților. Cu flancul drept amenințat, contele a dat semnalul retragerii. O retragere care s-a transformat în fugă și în cursul căreia calul lui Talbot a fost ucis de o ghiulea de tun. Prăbușit la pământ, contele a încercat să se ridice, dar un arcaș francez l-a recunoscut, după panașul coifului, și l-a decapitat.

### Șarja cavaleriei bretone
În ciuda faptului că situația lor devenise foarte dificilă, englezii și gasconii au lansat noi atacuri, dar care au fost respinse. Din poziția lor, mascată în spatele colinei Horable, călăreții bretoni, sub comanda ducelui Pierre al II-lea al Bretaniei⁠(d) auzeau canonada artileriei franceze și erau gata să intervină la momentul potrivit. Când au fost solicitați de comandanții taberei fortificate franceze, au șarjat, ajungând brusc pe câmpul de luptă și atacându-i în forță pe englezi. Aceste trupe auxiliare, de mare și nobil curaj, au făcut atât de multe, cu ajutorul lui Dumnezeu și prin priceperea lor, încât englezii s-au întors în cele din urmă cu spatele și au fost puși pe fuga și înfrânți. Astfel, toate stindardele lor au fost dărâmate și răsturnate de bretoni. Simultan cu șarja cavaleriei bretone, francezii din tabăra fortificată au deschis porțile taberei lor și i-au atacat pe englezi. Armata engleză a fost copleșită din toate părțile și nu s-a mai putut retrage în ordine. Supraviețuitorii au fugit spre râul Dordogne, pe care l-au traversat pe la vadul Pas de Rauzan. Au fost urmăriți pe malul celălalt de călăreții bretoni și mulți au fost uciși sau luați prizonieri. Un număr mare de englezi și gasconi, aproape 5.000, au putut totuși să se refugieze în fortăreața Castillon, incluzând și ultimele efective ale armatei lui Talbot care continuau să sosească. Refugiații din Castillon au fost luați prizonieri două zile mai târziu, victoria franceză fiind totală.

## Consecințe
În rândul francezilor, pierderile în această bătălie au fost doar de circa o sută de morți și răniți. Englezii au pierdut circa 4.000 de oameni, dintre care 500-600 morți pe câmpul de bătălie, ceilalți fiind răniți sau luați prizonieri în timpul bătăliei. Printre morți se numărau Talbot și fiul său John Talbot, viconte de Lisle⁠(d), care debarcase în Guyenne⁠(d) în fruntea a 2.000 de soldați care trebuiau să întărească trupele engleze.
A doua zi după bătălie, francezii au reluat asediul Castillonului, cu artileria lui Jean Bureau îndreptată spre metereze. Orașul s-a predat două zile mai târziu, la 19 iulie, iar supraviețuitorii englezi au fost luați prizonieri. Regele Angliei nu mai avea alte trupe de în Guyenne, astfel încât celelalte cetăți engleze au căzut rapid, rezistând doar Bordeaux, capitala Aquitaniei. Orașul a fost asediat, artileria lui Jean Bureau jucând și de această dată un rol important. La 19 octombrie 1453, orașul încercuit și înfometat, a preferat să se predea, deoarece înfrângerea era inevitabilă.
Odată cu bătălia decisivă de la Castillon, Aquitania a devenit franceză, după secole de independență sau autonomie. Regii Angliei au mai păstrat în Franța doar cetatea Calais, până în anul 1558.
Bătălia de la Castillon a marcat sfârșitul „războiului de o sută de ani”; era totodată și răzbunarea francezilor pentru umilințele suferite la Crecy, Poitiers sau Azincourt. Izbucnirea Războiului celor Două Roze în Anglia și pierderea supremației militare asupra francezilor, i-a împiedicat pe regii englezi să mai reclame, cu sorți de izbânda, teritoriile deținute cândva pe continent și, în afară de Calais, toate teritoriile ce le aparținuseră au fost definitiv pierdute, în favoarea unei Franțe aflate în plină ascensiune.

## Vezi și
- Lista bătăliilor din Războiul de 100 de Ani